# Gora Propadajushchaja
Gora Propadajushchaja är ett berg i Antarktis. Det ligger i Östantarktis. Australien gör anspråk på området. Toppen på Gora Propadajushchaja är 1 829 meter över havet.
Terrängen runt Gora Propadajushchaja är lite kuperad, och sluttar österut.  Trakten är obefolkad. Det finns inga samhällen i närheten.